# Карбонара ал Тичино
Карбонара ал Тичино (итал. Carbonara al Ticino) је насеље у Италији у округу Павија, региону Ломбардија.
Према процени из 2011. у насељу је живело 1326 становника. Насеље се налази на надморској висини од 83 м.

## Становништво
| 1936. | 1951. | 1961. | 1971. | 1981. | 1991. | 2001. | 2011. |
| ----- | ----- | ----- | ----- | ----- | ----- | ----- | ----- |
| 1.566 | 1.548 | 1.525 | 1.331 | 1.358 | 1.264 | 1.289 | 1.516 |